# Feuersteinstraße
Mit Feuersteinstraße wird hypothetisch eine der ältesten rekonstruierten Handelsverbindungen, die rund 250 km lange Route über den Böhmerwald zwischen Bayern und Böhmen bezeichnet. Eine weitere derartige, über 100 km lange Passage existierte während der bandkeramischen Phase der frühen Jungsteinzeit auf der Schwäbischen Alb zwischen Gerlingen und dem Viesenhäuser Hof bei Stuttgart und Nürtingen und weiter bis zum Hauptabbauplatz Wittlingen.   In den  Lößlandschaften des Prager und Pilsener Beckens endeten zwei weitere steinzeitliche Fernhandelsstrecken. Die Linienbandkeramiker, aber auch Nachfolgerkulturen,  wie die Stichbandkeramiker nutzten diesen Weg.

## Geschichte
Bereits vor 7000 Jahren gelangten Feuersteine aus Bayern in die Siedlungen des Pilsener und Prager Beckens. Nach den Untersuchungen des Geoarchäologen Alexander Binsteiner verband eine direkte Handelsroute die Arnhofener Mine mit den steinzeitlichen Siedlungsräumen Bayerns und Böhmens. Lediglich der Feuerstein als hartes Quarzmineral, der unterwegs bereits roh bearbeitet wurde, blieb über Jahrtausende hinweg erhalten. Die Schlagabfälle ließ man liegen und markierte dadurch einen Weg nach Böhmen.

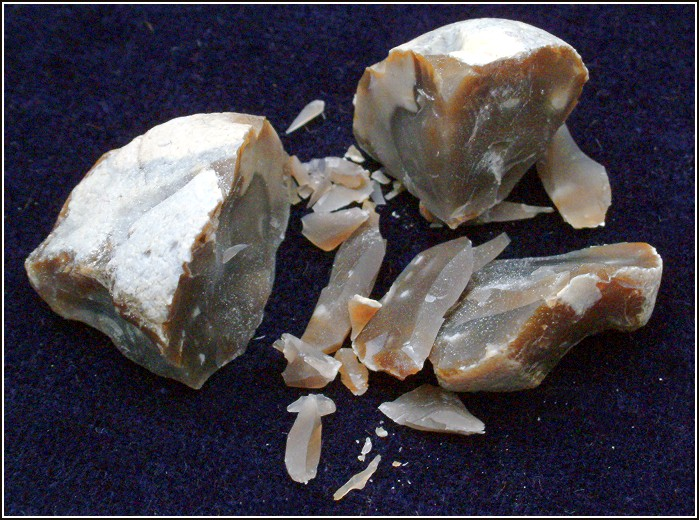
Muscheliger Bruch des Feuersteins und scharfkantige Abschläge.

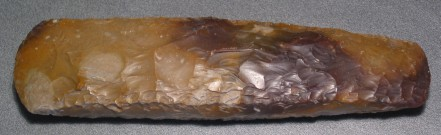
Steinzeitliche Axt aus Flint; Länge 31 cm

Feuerstein war der wichtigste Rohstoff der Jungsteinzeit, ein Teil der Werkzeuge und Waffen wurde wegen seiner hohen Härte und guten Spaltbarkeit aus ihm hergestellt. Eines der größten bekannten alten Feuersteinbergwerke Europas liegt nahe der Ortschaft Arnhofen bei Abensberg im Landkreis Kelheim. In vielen tausend Schächten wurden die wertvollen gebänderten Plattenhornsteine gefördert. Die Enge der bis zu acht Meter tiefen Schächte lässt sogar Kinderarbeit vermuten.
Ein Großteil der Strecke führte offensichtlich entlang der Flüsse Donau, Regen, Naab und Schwarzach, wo in Ufernähe Überreste der Feuersteinbearbeitung identifiziert werden konnten. Man geht davon aus, dass diese Strecken per Einbaum zurückgelegt wurden. Nach der Passage von Furth im Wald und dem Pass von Waldmünchen, die zu Fuß bewältigt werden mussten, lässt sich die Spur des Feuersteins wieder nahe dem tschechischen Domazlice aufnehmen. Von da aus verläuft sie über das Pilsener Becken, vorbei an der Siedlungskammer von Rakovnik, bis nach Prag.

### Hypothese
Ein solch entwickelter Betrieb einer Handelsstraße müsste auf einem Gesellschaftssystem beruhen, das bereits eine Spezialisierung in Berufszweige kannte, die aber archäologisch nicht belegbar sind. So wird nur angenommen, dass „Prospektoren“ und „Bergleute“ für die Förderung des Rohstoffes Feuerstein zuständig waren, während andere in den nahen Siedlungen Feuersteingeräte und Rohformen für den Export herstellten. Schließlich musste die Gemeinschaft Personen auswählen und sie längere Zeit für die anstrengenden Expeditionen von anderen Arbeiten im Dorf freistellen. Auf ihrem Rückweg hatten die Händler und Handwerker an den gefundenen Feuersteinrohlingen gearbeitet. Ein Fundplatz zeigt die Abbruchreste zusammen mit einem zerbrochenen Keramikgefäß.

### Kritiker
Die auf Silexbergbau spezialisierten Archäologen Marjorie de Grooth und Georg Roth können nach ihrer Ansicht die hier präsentierten Hypothesen widerlegen. Anhand umfassender Datenanalysen lässt sich nach ihren Studien – nicht nur zu Arnhofen – weder beim Bergbau, noch bei der Verarbeitung oder der Weitergabe eine derartig komplexe Arbeitsteilung im mitteleuropäischen Alt- bis Spätneolithikum auffinden. So ist etwa durch punktfeldstatistische Analysen des Arnhofener Grubenfeldes eine klar hervortretende kleinteilige Struktur des Bergbaus herausstellbar, die nach Ansicht Roths nicht mit einem vollzeitspezialisierten Bergbau verbunden werden kann. Insbesondere lässt sich die aufgrund der Arnhofener Schachtdimensionen angeführte vermeintliche Kinderarbeit bereits bei der Betrachtung traditionellen Brunnenbaus in Afrika widerlegen: erwachsene Männer graben Brunnen von Durchmessern < 1 m bis über 30 m tief. Komplementiert man das Bild um die aus der anthropologischen Forschung seit den 1970ern bekannten Körpergrößen Erwachsener Neolithiker, verliert sich jeder Anlass, "Kinderarbeit" zu vermuten. Männer erreichten im Mittel 1,67 m, Frauen 1,57 m.
Ungeklärt bleibt, ob die Schachtdimensionen wirklich für einen Hinweis auf die Größe der dort tätigen Menschen stehen, hypothetisch könnten nach der archäologischen Quellenbasis auch  „Bergfrauen“  postuliert werden (vergl. auch die Lengyel-zeitlichen – also zeitgleichen – Bestattungen im Hornsteinbergwerk von Krumlovsky Les/CS).
De Grooth und Roth führen weiters in ihren Studien aus, dass die Verarbeitung des Materials in den Siedlungen ebenfalls keinerlei mit Vollzeitspezialisten bzw. ausdifferenzierter Arbeitsteilung vereinbare Muster aufweise. Schließlich legt die geostatistische Analyse der Verbreitung nach der Analyse Roth's Weitergabeorganisationsformen nahe., wie sie bereits durch den archäologisch-wirtschaftshistorischen Theoretiker Colin Renfrew in den frühen 1970er Jahren modelliert wurden.
Den Begriff "Feuersteinstraße" sieht Roth daher nicht nur aus Sicht der archäologischen Quellenanalyse, sondern auch speziell im Hinblick auf die intellektuelle Verantwortung archäologischen Deutens skeptisch: "Kombiniert man beispielsweise unüberlegt Schlagworte wie „Bergbau“ und „Handelsstraßen“, so erweckt man wieder Assoziationen zum Industriezeitalter, die, wie oben gezeigt, schlicht fehl am Platze sind."